# Sala delle Marine
La Sala delle Marine è una stanza sita al piano nobile del Palazzo Chigi, adibita al pranzo del Presidente del Consiglio. La sala è meglio nota per gli affreschi realizzati dal Manglard all'inizio del XVIII secolo.

## Storia
La stanza è una di due sale affrescate da Adrien Manglard per i Chigi. La Sala delle Marine (tempera su muro e bianco di calce per gli ornati) è affrescata con paesaggi marini (per i quali il Manglard era principalmente noto), mentre l'altra sala presenta paesaggi silvestri. Adrien Manglard fu un noto paesaggista di marine nel XVIII secolo, a cui venivano abitualmente commissionati dipinti dalle più prestigiose famiglie romane, inclusa quella dei Chigi. La seconda sala dipinta dal Manglard, la Sala dei Paesaggi Boscosi, fu riaffrescata nel XIX secolo. Dopo il Terremoto di Avezzano del 1915, infatti, due porte di accesso alla sala vennero chiuse, e le pareti furono ridecorate in analogia agli affreschi del Manglard da un pittore locale, Giorgio Sernicoli.

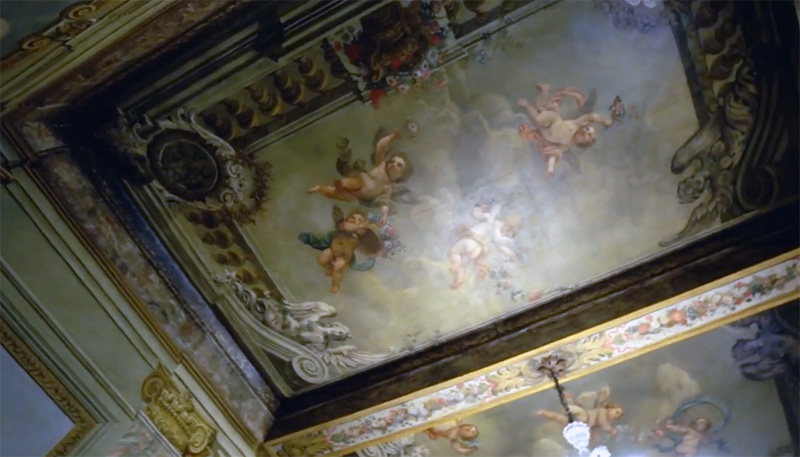
Putti danzanti su un cielo nuvoloso

Nella Sala dei Paesaggi Boscosi, che oggi come ai tempi del Manglard presenta "cipressi e pini che si ergono su speroni rocciosi", la parte originale decorata dal Manglard si è mantenuta solo nel soffitto, ove sono rappresentati putti danzanti in un cielo nuvoloso che "si staglia oltre il parapetto di una terrazza e agli angoli, entro una cornice ovale, monocromi simboleggianti le Arti".

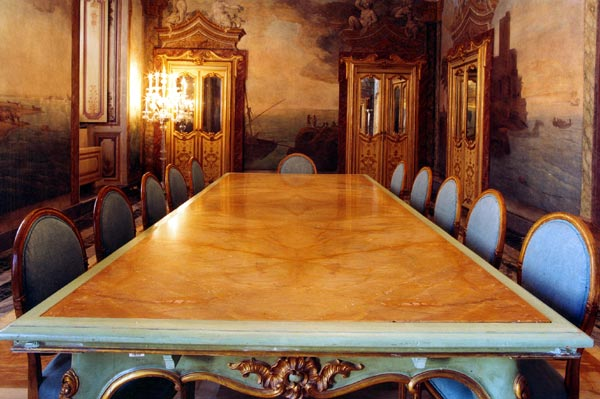
Sala delle Marine

Sulle pareti della Sala delle Marine sono raffigurate vedute di porti, faraglioni e spiagge con vari effetti atmosferici. Una finta architettura attornia le porte e le finestre, lasciando ampio spazio alle vedute rappresentate sulle pareti. La rappresentazione atmosferica consente di ammirare "il mutare del tempo e delle ore (dal chiaro al crepuscolo) che ogni giorno porta con sé".
La Sala delle Marine è ufficialmente la sala da pranzo del Presidente. È qui infatti che il Presidente del Consiglio riceve capi di stato esteri e ospiti italiani invitati a colazione. La Sala delle Marine, e quella dei Paesaggi Boscosi, sono adiacenti al Salone D'Oro.